# Marksanering

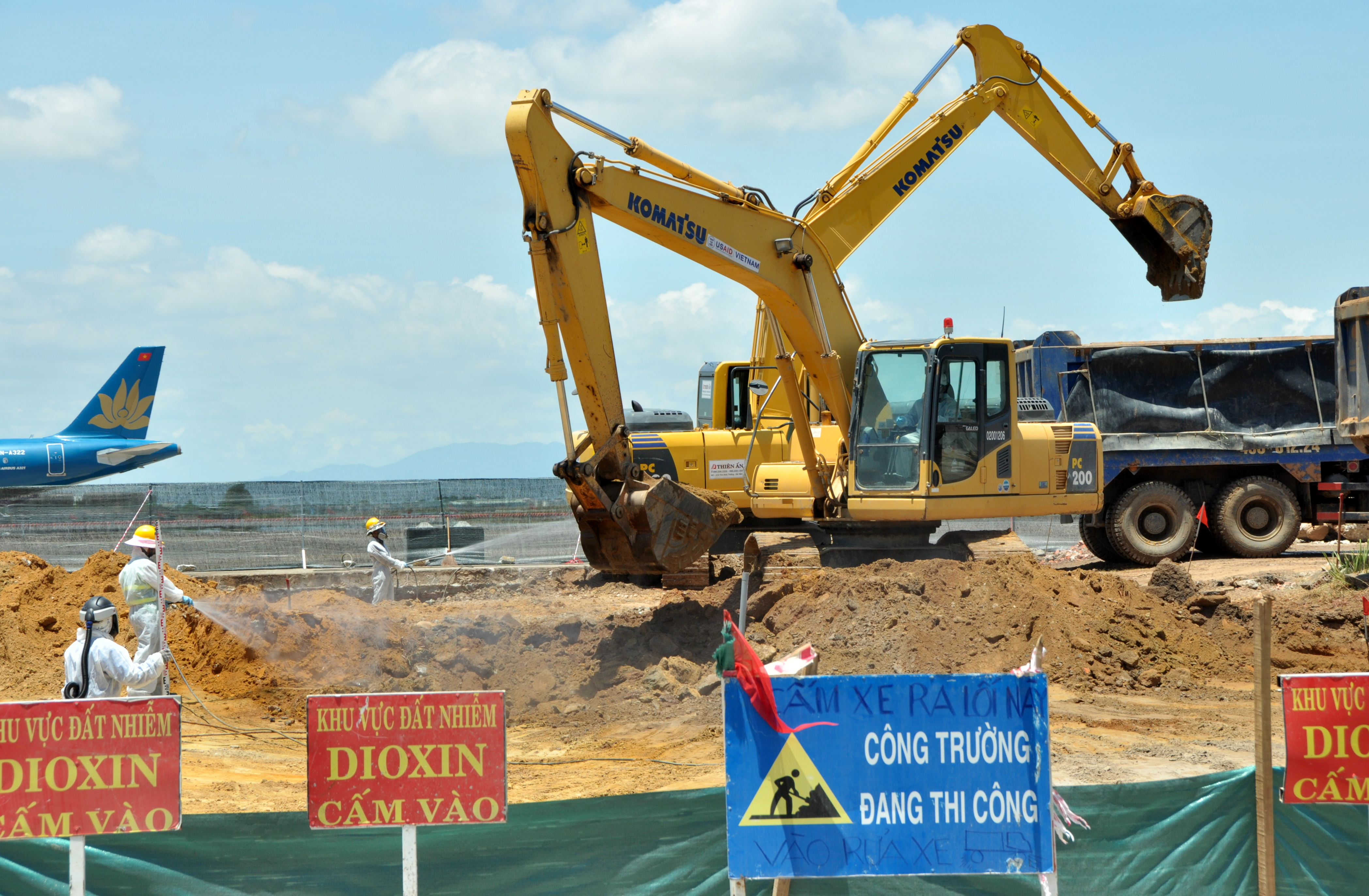
Mark saneras från dioxin vid Da Nang internationella flygplats i Vietnam.

Marksanering och jordrening, efterbehandling av förorenad mark, innebär att med olika behandlingsåtgärder göra förorenad mark användbar för exempelvis bostadsändamål. I exempelvis Nederländerna, Danmark och USA, har marksanering (engelska: soil remediation) förekommit i 20-30 år.[sedan när?]

## Saneringsmetoder
Petroleum- och PAH-förorenade massor behandlas framgångsrikt biologiskt genom så kallad biologisk behandling (bioremediering). Det kan ske utan att jorden flyttas, genom att den ympas lämpliga bakterie- eller svampkulturer, gödslas för att gynna bakterieaktiviteten eller insås med växter, till exempel fodergetruta, vilkas rotsystem gynnar petroleumnedbrytande mikroorganismer. 
Biologisk behandling kan också ske med den så kallade Biosanmetoden (på plats, eller på annan plats genom att jorden flyttas) vilken innebär att jordmassor läggs upp i "limpor" om 4 000-5 000 ton vardera. Mikroorganismer (bakterier och svampar) sköter nedbrytningen av kolväten. Syre, näring och vatten är viktigt. Det tar 2-12 månader att behandla jorden med denna metod, beroende på föroreningsgraden. Behandlingstiden är något längre för PAH (polyaromatiska kolväten). 
Tungmetallhaltiga massor kan med fördel genomgå jordtvätt. Materialet genomgår sortering i olika partikelstorlekar (grovsten-, sand- och grusfraktioner). Materialet skrubbas och i slutändan kommer ett finkornigt lerliknande material ut. Denna filterkaka innehåller höga koncentrationer av föroreningar och deponeras i klass 1-deponi. Sand-- och grusfraktionerna har ofta halter understigande MKM eller KM (renat och återvunnet material kan återanvändas i olika anläggningsprojekt enligt uppställda regler). KM och MKM avser benämningarna känslig markanvändning och mindre känslig markanvändning enligt Naturvårdsverkets rapport 4638. Med KM avses massor lämpliga för t.ex. bostadsområden. Med MKM avses massor för t.ex. industriområden och täckning av deponier.[källa behövs]
Termisk avdrivning innebär att materialet hettas upp till ca 400-500 grader Celsius. Vid denna temperatur förångas PAH, som därefter förbränns i en så kallad efterbrännkammare. Ballastmaterial kan ofta återanvändas. Metoden är effektiv men dyr, innebär höga etableringskostnader och med tveksam miljönytta. Det åtgår stor mängd dieselolja per ton jord vilket ger betydande utsläpp av fossilt koldioxid.
I svårare föroreningsfall kan deponi eller förbränning tillämpas.